# Etlingera corneri
Espèce
Etlingera corneri est une espèce végétale de la famille des Zingiberaceae.